# Всенаука
Всенаука — российская научно-просветительская программа, целью которой является популяризация «опорных знаний о современной научной картине мира». Программа «Всенаука» реализуется с 2018 года на базе Фонда поддержки культурных и образовательных проектов «Русский глобус». Программа свернута, команда которая над ней работала распущена с февраля 2023 года.

## Проекты

### Проект «Минимакс»
Экспертный опрос «Минимакс» был проведён осенью 2019 года. Список тем для опроса был подобран после консультаций со специалистами из разных областей науки — всего 148 тем. После этого экспертам было предложено оценить по 10-балльной шкале важность каждой из 148 тем лонглиста. В опросе приняли участие более 500 экспертов — учёных, преподавателей, википедистов, блогеров, журналистов, научных коммуникаторов, популяризаторов науки. В их числе: Алексей Хохлов, Александр Марков, Александр Аузан, Лев Гудков, Сергей Попов, Светлана Бурлак, Артем Оганов, Станислав Дробышевский, Дмитрий Зимин, Борис Бурда, Евгения Тимонова и др..
Результаты опроса были обнародованы на «Всенаучном форуме 2020». В «мини-набор макси-знаний» вошли 33 темы, формирующие современную научную картину мира.

### Вики-проекты
Конкурс «Вики-Толмач» проводился программой «Всенаука» при участии НП «Викимедиа РУ» осенью 2019 года с целью сделать более понятными для неподготовленного читателя википедические статьи по научной тематике. Участник конкурса мог переписать преамбулу статьи или добавить иллюстрацию, которая помогает лучше разобраться в теме, или сделать поясняющую врезку.
Благодаря проекту более 100 «трудных» статей Википедии стали понятнее для читателей. Итоги конкурса были подведены на «Всенаучном форуме 2020» . В 2021 году Всенаука и НП «Викимедиа РУ» совместно провели конкурс под названием «Научпоп-2021». Его цель была наполнить русскую Википедию статьями о хороших научно-популярных книгах. Благодаря конкурсу в русской Википедии появилось более 250 новых статей о научно-популярных книгах (для сравнения — до начала конкурса их было всего около 30).

### Книжные проекты
Проект «Дигитека» — это проект по созданию электронной библиотеки научно-популярной литературы как российских так и иностранных авторов на русском языке. По каждой ключевой теме, выявленной в ходе проекта «Минимакс», были сформированы подборки научно-популярных книг, изданных на русском языке, — более 1700 изданий. Доступ к информации об этих книгах обеспечивается через книжный навигатор на сайте программы «Всенаука». С помощью навигатора можно вести поиск книг с учётом их тематики, научной корректности, актуальности, доступности изложения и других критериев. Оценка книг по этим критериям предварительно проведена экспертами Всенауки.
На этой информационной основе был запущен проект «Бесплатные книги». В феврале 2021 года более 40 качественных научно-популярных книг в электронном виде стали легально бесплатными для всех читателей. Среди них: «Эгоистичный ген» Ричарда Докинза, «Голубая точка» Карла Сагана, «Будущее разума» Митио Каку, «Сумма биотехнологий» Александра Панчина, «Экономика всего» Александра Аузана и другие. Через год  в феврале 2022 года в свободный доступ выложили еще 50 книг, доведя их общее количество до 90. За два года  с сайта программы было скачано 13 миллионов экземпляров бесплатных книг. Если бы за эти книги пришлось платить, то они обошлись бы читателям в 5 миллиардов рублей (в розничных ценах). 31 декабря 2024 года истек срок договоров с издательствами научно-популярной литературы, после этого бесплатная раздача книг с сайта «Всенаука» была прекращена, к этому моменту общее число экземпляров скачанных электронных экземпляров составило  более 19 миллионов .

## Организация программы
Оператором программы является Фонд поддержки культурных и образовательных проектов «Русский глобус». Согласно отчётам Фонда и краудфандинговой платформы «Планета ру», более 1300 частных лиц и организаций внесли пожертвования на цели программы «Всенаука». Программа «Всенаука» дважды получала гранты из Фонда президентских грантов: в 2019 году — на проекты «Минимакс» и «Толмач», в 2020 году — на проект «Дигитека». При этом организаторы программы утверждают, что средства Фонда президентских грантов не использовались для приобретения электронных прав на книги, которые стали бесплатными в ходе реализации проекта «Дигитека». Фонд «Русский глобус» расплачивается с издательствами только за счёт частных пожертвований.
В программе «Всенаука» в качестве партнёров участвуют Российская академия наук, Российская государственная библиотека, Национальная электронная библиотека, компания «Яндекс», некоммерческое партнёрство «Викимедиа РУ», журнал «Наука и жизнь», культурно-просветительский центр «Архэ», книжная социальная сеть «Лайвлиб», фестиваль науки «Nauka 0+».
Руководитель программы «Всенаука» — Георгий Васильев, главный редактор — Григорий Тарасевич.